# Santiago Olivella i Nel·lo
Santiago Olivella i Nel·lo (Barcelona, 1944) és un químic català. Es doctorà en química i s'inicià en la investigació com a professor en el CSIC sota el mestratge de Manuel Ballester Boix. De 1974 a 1976 formà part del grup de recerca teòrica de Michael Dewar a la Universitat de Texas en l'aplicació de la química quàntica a l'estudi de l'estructura i la reactivitat de les molècules.
El 1981 va iniciar el seu propi grup de recerca al Departament de Química Orgànica de la Universitat de Barcelona i el 1984 fundà el Centre de Càlcul de la Facultat de Química, que dirigí fins al 1993. El 1985 va fundar amb Joan Bertran i Rusca i Ramón Carbó-Dorca del Grup de Química Quàntica de l'Institut d'Estudis Catalans i un dels seus impulsors en la seva transformació el 1994 en Xarxa de Química Teòrica i Computacional de la Generalitat de Catalunya. De 1999 a 2001 fou director del Centre Especial de Recerca en Química Teòrica de la Universitat de Barcelona.
De 1999 a 2001 fou secretari de la Societat Catalana de Química i des de 2010 és membre de la Reial Acadèmia de Ciències i Arts de Barcelona. El 1999 va rebre la Medalla Narcís Monturiol al mèrit científic i tecnològic de la Generalitat de Catalunya per la seva recerca en el camp de l'estructura electrònica i reactivitat de les molècules orgàniques. El 2002 el Premi Solvay de la Fundació CEOE.